# 도나역
도나역(일본어: 東名駅)은 일본 미야기현 히가시마쓰시마시에 위치한 동일본 여객철도 센세키 선의 철도역이다. 단선 승강장 1면 1선의 구조를 갖춘 지상역이다.

## 타는 곳
| 1 | ■ 센세키 선 | 상행 | 센다이 · 아오바도리 방면 |
| 1 | ■ 센세키 선 | 하행 | 야모토 · 이시노마키 방면 |

## 역 주변
- 미야기 현도 27호 오쿠마쓰시마 마쓰시마코엔 선
- 도나 운하
- 도나하마 해안

## 역사
- 1931년 12월 1일 : 미야기 전기 철도의 역으로서 개업.
- 1944년 5월 1일 : 미야기 전기 철도 국유화에 의해, 국철의 역이 됨. 동시에 리쿠젠오쓰카역으로 개칭.
- 1958년 10월 1일 : 무인화.
- 1987년 4월 1일 : 일본국유철도 분할 민영화에 의해, 동일본 여객철도가 승계.
- 2003년 10월 26일 : IC 카드 Suica 서비스 개시.
- 2011년 3월 11일 : 도호쿠 지방 태평양 해역 지진과 그에 의한 지진 해일 영향으로 인해 센세키 선 운행 전면 중단.
- 2015년
  - 3월 14일 : 영업 재개에 맞춰, 이 날에 의해 영업 거리 이설 후로 변경.
  - 5월 30일 : 센세키 선 전 노선 복구에 의한 영업 재개. 다만, 센세키 도호쿠 라인 열차는 정차하지 않음.

## 인접 역
| 동일본 여객철도 ■ 센세키 선  | 동일본 여객철도 ■ 센세키 선 | 동일본 여객철도 ■ 센세키 선 |
| ---------------------------- | --------------------------- | --------------------------- |
| 리쿠젠오쓰카 아오바도리 방면 | ■ 보통                      | 노비루 이시노마키 방면      |